# Općina Vitanje
Općina Vitanje (slo.:Občina Vitanje) je općina u sjevernoj Sloveniji u pokrajini Štajerskoj i statističkoj regiji Savinjskoj. Središte općine je naselje Vitanje s 863 stanovnika.

## Zemljopis
Općina Vitanje nalazi se u sjevernom dijelu Slovenije. Općina obuhvaća najviši dio doline rječice Hudinje, koja se nalazi u središtu općine, a oko nje se pružaju planine jugozapadno Pohorje na sjeveru, Stenica na jugu i Paški Kozjak na zapadu.
U općini vlada oštrija, planinska varijanta umjereno kontinentalne klime. Najvažniji vodotok u općini je rječica Hudinja. Svi ostali vodotoci su mali i njeni su pritoci.

## Naselja u općini
Brezen, Hudinja, Ljubnica, Paka, Spodnji Dolič, Stenica, Vitanje, Vitanjsko Skomarje

## Vanjske poveznice
- Službena stranica općine